# Marion van de Coolwijk
Marion van de Coolwijk (Amsterdam, 7 mei 1959) is een Nederlands auteur.

## Levensloop
Van de Coolwijk werd geboren als Marion Verkaik, in een gezin met twee meisjes. Op 28 april 1982 trouwde zij met Ed van de Coolwijk; sindsdien gebruikt zij diens achternaam. Na het VWO bezocht zij de Pedagogische Academie, en studeerde ze o.a. Nederlands. Van 1980 tot 2002 was ze werkzaam in het onderwijs als remedial teacher, NT2 leerkracht en dyslexiespecialist, met een tussenpozen (1992-1999) waarin ze de onderwijsafdeling van een grote kinderboekenuitgeverij mede opzette. Tegenwoordig is zij, naast schrijver, directeur van Instituut Kind in Beeld: een educatieve uitgeverij en landelijke onderwijs- en opleidingsorganisatie. De beginnend leesmethode LetterKlankStad is door haar ontwikkeld. Haar LEREN LEREN Methode is een succesvol studievaardigheidsprogramma voor jeugd. Tevens is ze een autoriteit op het gebied van leren lezen, visueel denken (beelddenken) en leidt ze nationaal en internationaal professionals op in het werken met het Wereldspel. 
Van de Coolwijk debuteerde in 1988 als jeugdboekenschrijver. Sinds 2016 schrijft zij ook boeken voor volwassenen. 
Van de Coolwijk was als leerkracht werkzaam op een Montessorischool toen zij begon met het schrijven van boeken. Vaak vertelde zij zelfbedachte verhalen in de klas maar die waren nooit helemaal af. Haar toenmalige klas kwam met een oplossing: "Schrijf die verhalen op!". Er ontstonden kleine boekjes die de klas rondgingen tot ze allemaal uit waren gelezen door iedereen. Op aanraden van de kinderen stuurde ze een verhaal naar meerdere kinderboek-uitgeverijen. Haar eerste contract was met Uitgeverij Kluitman. Haar kinderboeken verschenen bij onder meer De Fontein, Kluitman, Van Holkema & Warendorf en Uitgeverij Unieboek.

## Werken
Het eerste jeugdboek dat Van de Coolwijk heeft geschreven was 'Het praathoedje', dat zij in 1988 uitbracht onder het pseudoniem Marion van Dalen. Haar eerste boek voor volwassenen was 'Mangelvrouw' (2016). 
Van de Coolwijk heeft meer dan 200 boeken geschreven, waaronder Top Job; tafel 7, 3 cola, Ademnood, Nerd alert, ERUIT! en een hele reeks boeken die in series uitkwamen, waaronder de series Meiden zijn gek op..., MZZLmeiden, Ridder Doerak, Flippa Flodderhoed, Puk en Jens, De 4 speurneuzen, Nik en Laura (samen met Magda van Tilburg) en De Cupcakeclub. Na het overlijden van Arja Peters levert ze ook nieuwe delen in de serie De olijke tweeling. Haar thrillers verschenen bij uitgeverij Karakter en nu bij De Crime Compagnie. Titels: Mangelvrouw (2016): genomineerd voor de debuutprijs!  Mannenjacht (2017), Over en uit (2018), Kwade trouw (2019), Mama liegt (2022). Bij uitgeverij De Verhalenfabriek werd de vervolgserie MZZL Moeders uitgegeven: Baby blues (2022), Geluk, hoop&liefde (2023), In de echt verbonden (2023).  
De boeken van Van de Coolwijk zijn meermalen genomineerd voor zowel de Kinderjury als Jonge Jury. In 2006 won zij de Tina Bruna Award, een kinderboekenprijs, met MZZLmeiden.